# Condylostylus barbatus
Condylostylus barbatus är en tvåvingeart som först beskrevs av Aldrich 1901.  Condylostylus barbatus ingår i släktet Condylostylus och familjen styltflugor. Inga underarter finns listade i Catalogue of Life.